# World in My Eyes
"World in My Eyes" är en låt av den brittiska gruppen Depeche Mode. Det är gruppens tjugosjätte singel och den fjärde och sista från albumet Violator. Singeln släpptes den 2 september 1990 och nådde som bäst 17:e plats på den brittiska singellistan.

## Utgåvor och låtförteckning
Samtliga sånger är komponerade av Martin Gore.

### 7", kassett: Mute / Bong20, CBong20 (UK)
1. "World in My Eyes" – 3:58
2. "Happiest Girl (Jack Mix)" – 4:57 (remixed by François Kevorkian)
3. "Sea of Sin (Tonal Mix)" – 4:43 (remixed by François Kevorkian)

### 12": Mute / 12Bong20 (UK)
1. "World in My Eyes (Oil Tank Mix)" – 7:29 (remixed by François Kevorkian)
2. "Happiest Girl (Kiss-A-Mix)" – 6:15 (remixed by François Kevorkian)
3. "Sea of Sin (Sensoria)" – 6:06 (remixed by François Kevorkian)

### 12": Mute / L12Bong20 (UK)
1. "World in My Eyes (Dub in My Eyes)" – 6:55 (remixed by François Kevorkian)
2. "World in My Eyes (Mode to Joy)" – 6:32 (remixed by Jon Marsh)
3. "Happiest Girl (The Pulsating Orbital Mix)" – 6:28 (remixed by Alex Paterson and Thrash)

### CD: Mute / CDBong20 (UK)
1. "World in My Eyes" – 4:00
2. "World in My Eyes (Oil Tank Mix)" – 6:53
3. "Happiest Girl (Kiss-A-Mix)" – 5:24
4. "Sea of Sin (Tonal Mix)" – 3:37

### CD: Mute / LCDBong20 (UK)
1. "World in My Eyes (Dub in My Eyes)" – 6:57
2. "World in My Eyes (Mode to Joy)" – 6:31
3. "Happiest Girl (The Pulsating Orbital Vocal Mix)" – 8:01 (remixed by Alex Paterson and Thrash)
4. "Sea of Sin (Sensoria)" – 6:07
5. "World in My Eyes (Mayhem Mode)" – 4:58 (remixed by Jon Marsh)
6. "Happiest Girl (Jack Mix)" – 4:57

### CD: Mute / CDBong20X (EU)
1. "World in My Eyes" – 3:58
2. "Happiest Girl (Jack Mix)" – 4:57
3. "Sea of Sin (Tonal Mix)" – 4:43
4. "World in My Eyes (Oil Tank Mix)" – 7:47
5. "Happiest Girl (Kiss-A-Mix)" – 6:15
6. "Sea of Sin (Sensoria)" – 6:06
7. "World in My Eyes (Dub in My Eyes)" – 6:55
8. "World in My Eyes (Mode to Joy)" – 6:32
9. "Happiest Girl (The Pulsating Orbital Mix)" – 6:28
10. "World in My Eyes (Mayhem Mode)" – 4:56
11. "Happiest Girl (The Pulsating Orbital Vocal Mix)" – 8:01

### CD: Sire/Reprise / 9 21735-2 (US)
1. "World in My Eyes" – 3:59
2. "World in My Eyes (Oil Tank Mix)" – 7:29
3. "Happiest Girl (The Pulsating Orbital Mix)" – 6:28
4. "Sea of Sin (Tonal Mix)" – 4:44
5. "World in My Eyes (Mode to Joy)" – 6:32
6. "Happiest Girl (Jack Mix)" – 4:58
7. "Sea of Sin (Sensoria)" – 6:07

### CD: Mute / ALCB-159 (Japan)
1. "World in My Eyes" (7" version) – 3:58
2. "Happiest Girl (Jack Mix)" – 4:57
3. "Sea of Sin (Tonal Mix)" – 4:43
4. "World in My Eyes (Oil Tank Mix)" – 7:47
5. "Happiest Girl (Kiss-A-Mix)" – 6:15
6. "Sea of Sin (Sensoria)" – 6:06
7. "World in My Eyes (Dub in My Eyes)" – 6:55
8. "World in My Eyes (Mode to Joy)" – 6:32
9. "Happiest Girl (The Pulsating Orbital Mix)" – 6:28
10. "World in My Eyes (Mayhem Mode)" – 4:56